# اتصال آلومینیوم

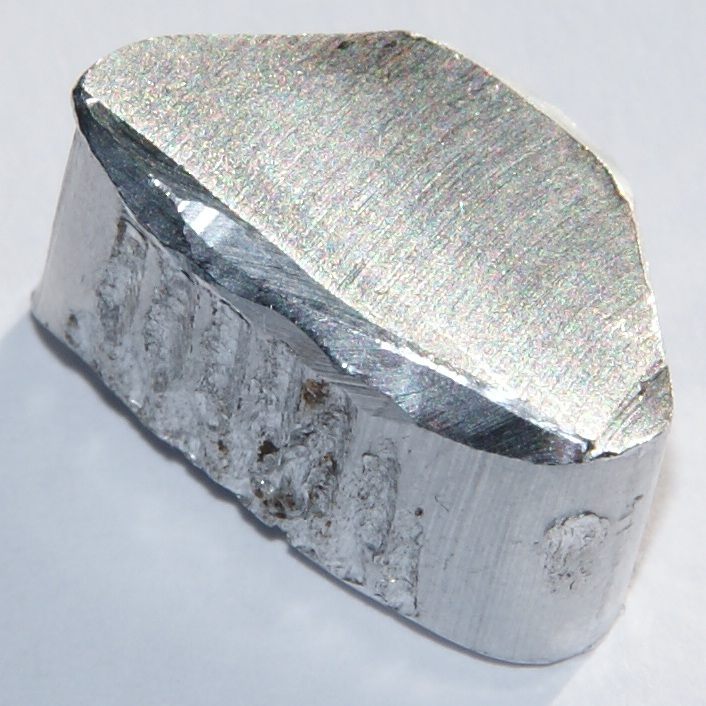
برشی از آلومینیوم خالص

آلومینیوم پرکاربردترین فلز غیر آهنی است. تولید جهانی آلومینیوم در سال ۲۰۱۶، ۵۸٫۸ میلیون تن بوده‌است. آلومینیوم اغلب به صورت آلیاژ مورد استفاده قرار می‌گیرد، که این آلیاژسازی موجب افزایش خواص مکانیکی این فلز می‌شود. آلیاژهای آلومینیوم در بسیاری از زمینه‌ها همانند صنعت حمل و نقل، صنعت ساختمان و ساخت و ساز، صنعت برق و صنایع وابسته، صنایع ماشینی وتجهیزات و … مورد استفاده قرار می‌گیرد. به دلیل این کاربرد فراوان، نیاز است تا قطعات آلومینیومی با روش‌های متعدد به هم متصل شوند. به همین دلیل تحقیقات بسیاری در سراسر دنیا به هدف ایجاد اتصال مناسب و بهینه بین قطعات آلومینیومی به یکدیگر، از گذشته تا به امروز در حال انجام است. آلیاژهای آلومینیوم اغلب به دلیل نسبت استحکام به وزن مناسب، مقاومت به خوردگی خوب، قیمت ارزان و رسانایی حرارتی و رسانایی الکتریکی بالا مورد استفاده قرار می‌گیرند. روش‌های متعددی برای اتصال قطعات آلومینیومی به هم موجود است از جمله روش‌های مکانیکی، جوشکاری، اتصال چسبی و لحیم کاری و… می‌باشند. روش‌های متعدد بر مبنای هزینه و کیفیت اتصال استفاده شده‌اند. بعلاوه استفاده از چند روش اتصال برای برطرف کردن محدودیت‌های یک فرایند مورد استفاده قرار می‌گیرد.

## اتصال مکانیکی

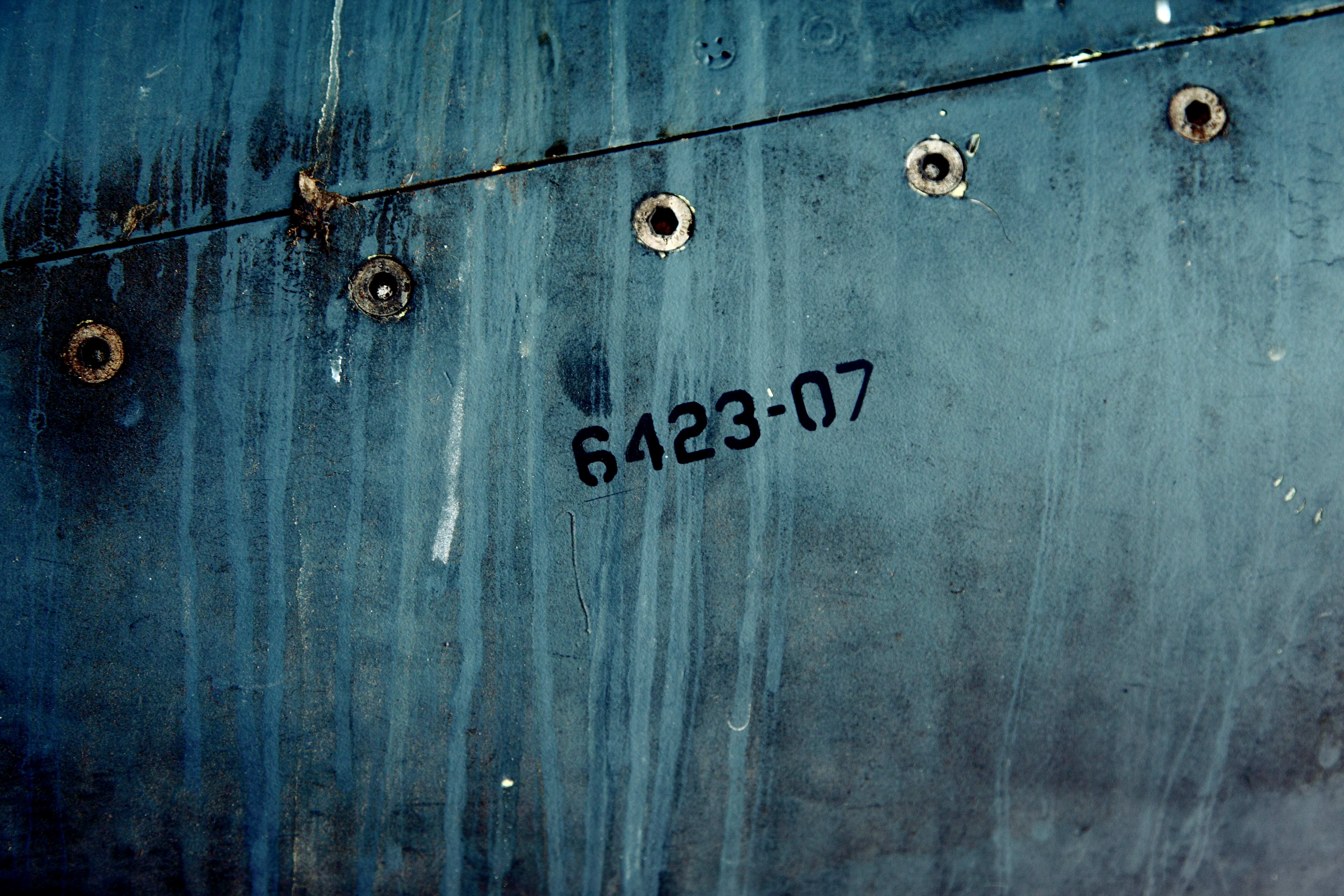
نمایی از اتصال صفحات هواپیما با اتصال پرچی

یک روش ارزان و ساده برای اتصال قطعات آلومینیومی به یکدیگر استفاده از اتصال دهنده‌های مکانیکی همانند پیچ و مهره است. به‌طور معمول یک سوراخ در فلز پایه ایجاد شده و پیچ درون آن قرار می‌گیرد. این نوع از اتصال نیاز به همپوشانی دو فلز پایه بر روی یکدیگر دارد. در این نوع از اتصالات می‌توان از پرچ یا پیچ و مهره‌های آلومینیومی هم استفاده کرد، اگرچه در کاربردهایی که نیاز به استحکام بالا می‌باشد، استفاده از پیچ و پرچ‌های فولادی الزامی است. این نوع از اتصال در فلزاتی که پتانسیل الکتروشیمیایی متفاوت با یکدیگر دارند، می‌تواند موجب خوردگی گالوانیک شود. این نوع خوردگی ذکر شده می‌تواند موجب ضعیف شدن اتصال در گذر زمان و در نهایت منجر به شکست شود. علاوه بر این، اتصال مکانیکی مواد مختلف، به دلیل تفاوت در ضریب انبساط حرارتی مواد، می‌تواند موجب ایجاد ترک حاصل از خستگی حرارتی شود. در اثر تنش‌های حرارتی و سرد و گرم شدن‌های پیوسته، سوراخ مورد استفاده برای اتصال ممکن است از اندازه ابتدایی مورد تأیید خارج شود. یکی از پرکاربردترین محل‌های استفاده از اتصالات مکانیکی، اتصال صفحات بدنه هواپیما به یکدیگر است که تماماً با استفاده از پرچ انجام می‌گیرد.

## اتصالات چسبی آلومینیوم
آلومینیوم قابلیت اتصال با انواع چسب‌ها را دارد. این فلز ممکن است نیاز به مقداری آماده و غیرفعال سازی سطح برای از بین بردن ترکیبات شیمیایی غیر مطلوب از سطح را داشته باشد. غیر فعال‌سازی می‌تواند به سادگی با استفاده از الکل یا تمیزکننده آلتراسونیک باشد. قبل از اتصال، چسبیدن بدون چسب باید انجام شود تا از صحت قرارگیری اجزا بر روی هم اطمینان حاصل شود. چسب ممکن است نیاز به حرارت، فشار یا هر دوی این‌ها در زمان اتصال داشته باشد اگر چه استفاده از چسب باید طبق دستورالعمل سازنده چسب انجام شود.

## آماده‌سازی سطح

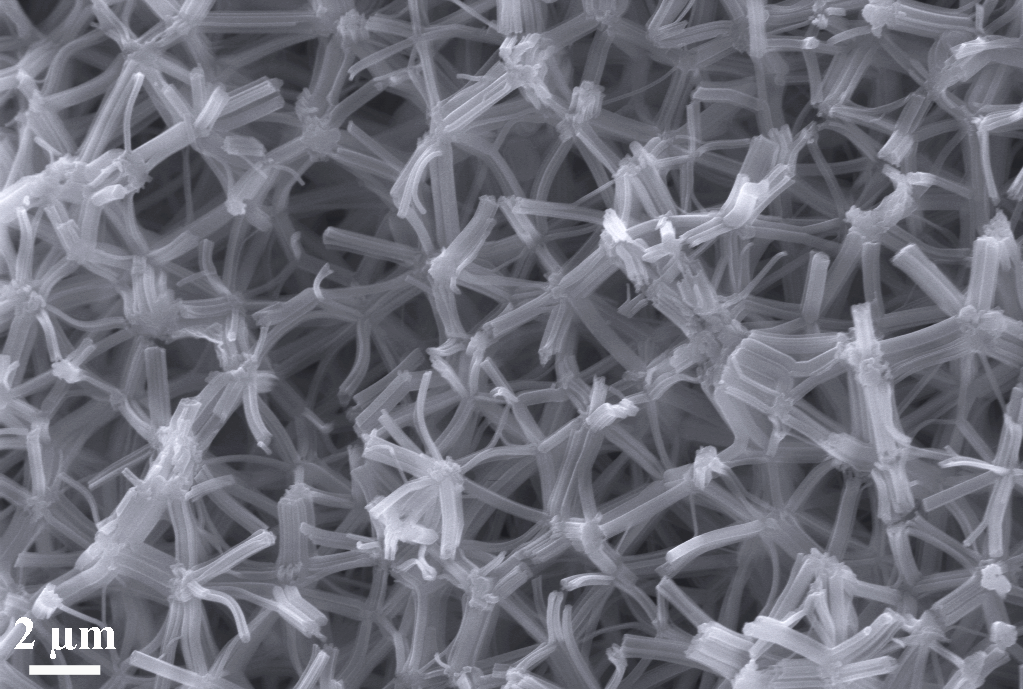
نانو ذرات آلومینیوم تولید شده به روش معدنی سازی بایوپلیمر

برای ایجاد اتصال چسبی آماده‌سازی سطح مورد نیاز است تمیزکاری سطح شامل پاک کردن هر نوع ناخالصی می‌باشد. سطح مورد اتصال ممکن است نیاز به سنباده کاری برای زبر شدن سطح، به جهت ایجاد سطح تماس بیشتر بین فلز و چسب داشته باشد. در برخی مواقع برای افزایش انرژی پتانسیل سطح مورد اتصال و به جهت از بین بردن لایه اکسیدی، عملیات شیمیایی ممکن است نیاز باشد. اکسید آلومینیوم اتصال محکمی با سطح زیرین ندارد و در اتصال چسبی، اگر این لایه اکسیدی از بین نرود موجب افت شدید استحکام اتصال می‌شود. اکسید فلزی ممکن است به سادگی از فلز پایه جدا شود و این یک نکته اصولی در تئوری شکسته اتصالات چسبی «لایه مرزی ضعیف بیکرمن» است. یکی از راه‌های افزایش استحکام اکسید سطح به جهت جلوگیری از جدایش بین لایه اکسیدی و فلز استفاده از روش انودایزینگ است. اندودایزینگ یک لایه اکسیدی شش ضلعی روی سطح ایجاد می‌کند که در کنار افزایش استحکام با ایجاد تخلخل موجب افزایش سطح تماس اتصال شده و کیفیت اتصال را بهبود می‌دهد.

## انواع چسب‌ها
انتخاب چسب می‌تواند بر اساس هزینه، استحکام و انعطاف مورد نیاز دسته‌بندی شود. به‌طور عمومی از سینواکریلیت (سوپر چسب)، اپوکسی یا JB. Weld Silicone برای کاربردهای ضدآب استفاده می‌شود.

## جوشکاری
اکثر آلیاژهای آلومینیوم قابلیت جوشکاری به هم را دارند. اگرچه آلیاژهای مورد مصرف در صنعت هوا و فضا جوش ناپذیر هستند، از روش‌های دیگر استفاده می‌شود. آلومینیوم به‌طور عمومی با استفاده از روش‌های جوشکاری قوسی با گاز محافظ و جوشکاری تنگستن با گاز محافظ انجام می‌گیرد. با توجه به لایه اکسیدی در سطح آلومینیوم، استفاده از قطبیت مثبت برای از بین بردن این اکسید سطحی به جهت اتصال کامل نیاز است. استفاده از جریان برق متناوب هم در جوشکاری آلومینیوم به جهت دستیابی به خاصیت مهم قطبیت منفی یعنی نفوذ مناسب، کاربرد دارد. برای جزئیات بیشتر برای دست یابی به پارامترهای مختلف و مهم در جوشکاری آلومینیوم می‌توان به استاندارد AWS D1.2 (استاندارد انجمن جوشکاری آمریکا) مراجعه کرد. جوشکاری آلومینیوم به‌طور طبیعی یک ناحیه نرم شده و یک ناحیه متأثر از حرارت در فلز جوشکاری شده ایجاد می‌کند. بعد از جوشکاری ممکن است نیاز به عملیات حرارتی برای از بین بردن ایراداتی که ممکن است از نفوذ حرارت در فلز ایجاد شده شود، باشد. روش‌های متعدد دیگری برای اتصال آلومینیوم در ابعاد صنعتی موجود می‌باشد همانند، روش‌های جوشکاری اصطکاکی اغتشاشی، جوشکاری لیزر، جوشکاری با امواج آلتراسونیک از پرکاربردترین این روش‌ها هستند.

## روش‌های لحیم کاری آلیاژهای آلومینیوم
آلومینیوم و آلیاژهای آن را می‌توان به دو طریق لحیم کاری سخت و لحیم کاری نرم تقریباً به تمام مواد از جمله بتن، سرامیک یا چوب اتصال داد. هر دو نوع از لحیم کاری به صورت دستی یا به صورت اتوماتیک می‌تواند برای اتصال آلومینیوم به این مواد مورد استفاده قرار بگیرد. لحیم کاری دستی آلومینیوم از این جهت سخت است که قبل از ذوب هیچ تغییر رنگ قابل مشاهده ای وجود ندارد همانند دیگر روش‌های اتصال آلومینیوم لایه اکسیدی در سطح این فلز می‌تواند از اتصال مناسب جلوگیری کند. البته استفاده از اسیدهای قوی یا سرباره‌های مناسب می‌تواند در کاهش این لایه اکسیدی مؤثر واقع شود آلیاژهای مورد استفاده برای لحیم کاری سخت آلومینیوم حتماً باید دمای ذوب خیلی کمتری از دمای ذوب آلومینیوم (۶۶۰ درجه سلسیوس) داشته باشد. علاوه بر این، آلیاژهای آلومینیوم که دارای مقادیر زیادی از منیزیم هستند، می‌تواند اثر سرباره را کاهش داده و موجب کاهش دمای ذوب شوند که این عمل در نهایت منجر به یک اتصال ضعیف می‌گردد. در بعضی از کاربردها قطعات آلومینیومی نیاز است پوشش خاص از فلزی که قابلیت لحیم کاری بهتری دارد داشته باشد تا از روش‌های مناسب و مواد پرکننده مطلوب به توان استفاده کرد. اتصالات لحیم کاری نیاز به همپوشانی قطعات دارد و میزان این همپوشانی بسیار زیاد وابسته به استحکام اتصال است.